# Miles Teller
Milles Teller (Downingtown, Pennsilvània, 20 de febrer de 1987) és un actor estatunidenc, conegut per actuar en pel·lícules com Rabbit Hole (2010), Footloose (2011), Projecte X (2012), That Awkward Moment (2014), Divergent (2014) i Whiplash (2014), Insurgent (2015), Fantastic Four (2015). Per la seva actuació en la pel·lícula The Spectacular Now, va guanyar el Premi Especial del Jurat per actuació dramàtica al Festival de Cinema de Sundance de 2013.

## Primers anys
Teller va néixer a Downingtown, Pennsilvània, fill de Merry, una agent de béns arrels, i Mike Teller, enginyer. Els seus pares són del municipi de Carneys. Té dues germanes majors. El seu avi per part de pare té ascendència russa i jueva, mentre que de la seva altra banda té ascendència anglesa, irlandesa, polonesa i francesa.
De nen, va viure en diversos llocs a causa de la carrera del seu pare, passant temps a Citrus County, Florida i mudant-se després a Cape May, Nova Jersey. A secundària tocava el saxòfon, i a més va ser bateria d'una banda en una església, així com president del club de drama.
Va tenir un accident de cotxe el 2007, que el va deixar moltes cicatrius a la cara i el coll.

## Carrera
Abans de fer el seu debut al cinema Teller va aparèixer en moltes pel·lícules curtes. Després de graduar de l'Escola Tisch de les Arts el 2009, va debutar en Rabbit Hole el 2010, elegit per Nicole Kidman. Teller va aparèixer en l'escenari musical Footloose a l'escola secundària. Anys després, va ser llançat en el remake de la pel·lícula Footloose (2011), protagonitzada per Kenny Wormald. Hi va interpretar el mateix personatge que al seu High School Musical.
El 2013, va actuar en 21 & Over, escrita i dirigida per Jon Lucas i Scott Moore. Aquest any, va començar a assolir èxit crític després de protagonitzar la pel·lícula de James Ponsoldt, The Spectacular Now, per la qual va guanyar l'Especial Dramàtic Premi del Jurat a la Interpretació al Festival de Cinema de Sundance de 2013, compartit amb Shailene Woodley.
També el 2013, va aparèixer en una entrevista i sessió de fotos en profunditat a la revista héroe.
 El 2014, va ser coprotagonista en la comèdia That Awkward Moment, al costat de Zac Efron i Michael B. Jordan, va aparèixer en la pel·lícula de ciència-ficció Divergent, co-protagonitzada de nou amb Shailene Woodley, i va protagonitzar com bateria en el drama Whiplash (2014), que es va estrenar al Festival de Cinema de Sundance de 2014.
Ha repetit el seu paper de Peter Hayes en les seqüeles de Divergent: The Divergent Series: Insurgent (2015) i The Divergent Series: Allegiant (2016).
Va ser triat per interpretar Reed Richards en l'adaptació del clàssic de Marvel Comics Fantastic Four, dirigit per Josh Trank junt amb Kate Mara, Jamie Bell, Michael B. Jordan.

## Filmografia
| Any  | Títol                           | Personatge                           | Notes                                        |
| ---- | ------------------------------- | ------------------------------------ | -------------------------------------------- |
| 2004 | Moonlighters                    | Miles                                | Curtmetratge                                 |
| 2007 | A Very Specific Recipe          | Lee                                  | Curtmetratge                                 |
| 2008 | The Musicians                   | Miguel                               | Curtmetratge                                 |
| 2009 | The Unusuals                    | James Boorland                       | Sèrie de televisió (Episodi: "Boorland Day") |
| 2010 | The Track Meet                  | Andrew                               | Curtmetratge                                 |
| 2010 | Rabbit Hole                     | Jason                                |                                              |
| 2011 | Footloose                       | Willard Hewitt                       |                                              |
| 2012 | Projecte X                      | Miles                                |                                              |
| 2013 | 21 & Over                       | Miller                               |                                              |
| 2013 | The Spectacular Now             | Sutter Keely                         |                                              |
| 2014 | That Awkward Moment             | Daniel                               |                                              |
| 2014 | Divergent                       | Peter                                |                                              |
| 2014 | Two Night Stand                 | Alec                                 |                                              |
| 2014 | Whiplash                        | Andrew Neiman                        |                                              |
| 2014 | 9 kisses                        | Miles Teller                         | Curtmetratge                                 |
| 2015 | The Divergent Series: Insurgent | Peter                                |                                              |
| 2015 | Fantastic Four                  | Reed Nathaniel Richards/Mr.Fantastic |                                              |
| 2016 | The Divergent Series: Allegiant | Peter                                |                                              |
| 2016 | Get a Job                       | Will Davis                           |                                              |
| 2016 | Joc d'armes                     | David Packouz                        |                                              |
| 2016 | Bleed for this                  | Vinny Pazienza                       |                                              |
| 2017 | Only the brave                  | Brendan "Donut" McDonough            |                                              |
| 2017 | Thank You for Your Service      | Adam Schumann                        |                                              |
| 2018 | The Ark and the Aardvark        | Gilbert (veu)                        |                                              |
| 2020 | Top Gun: Maverick               | Bradley Bradshaw                     |                                              |